# Schloss Stockhausen

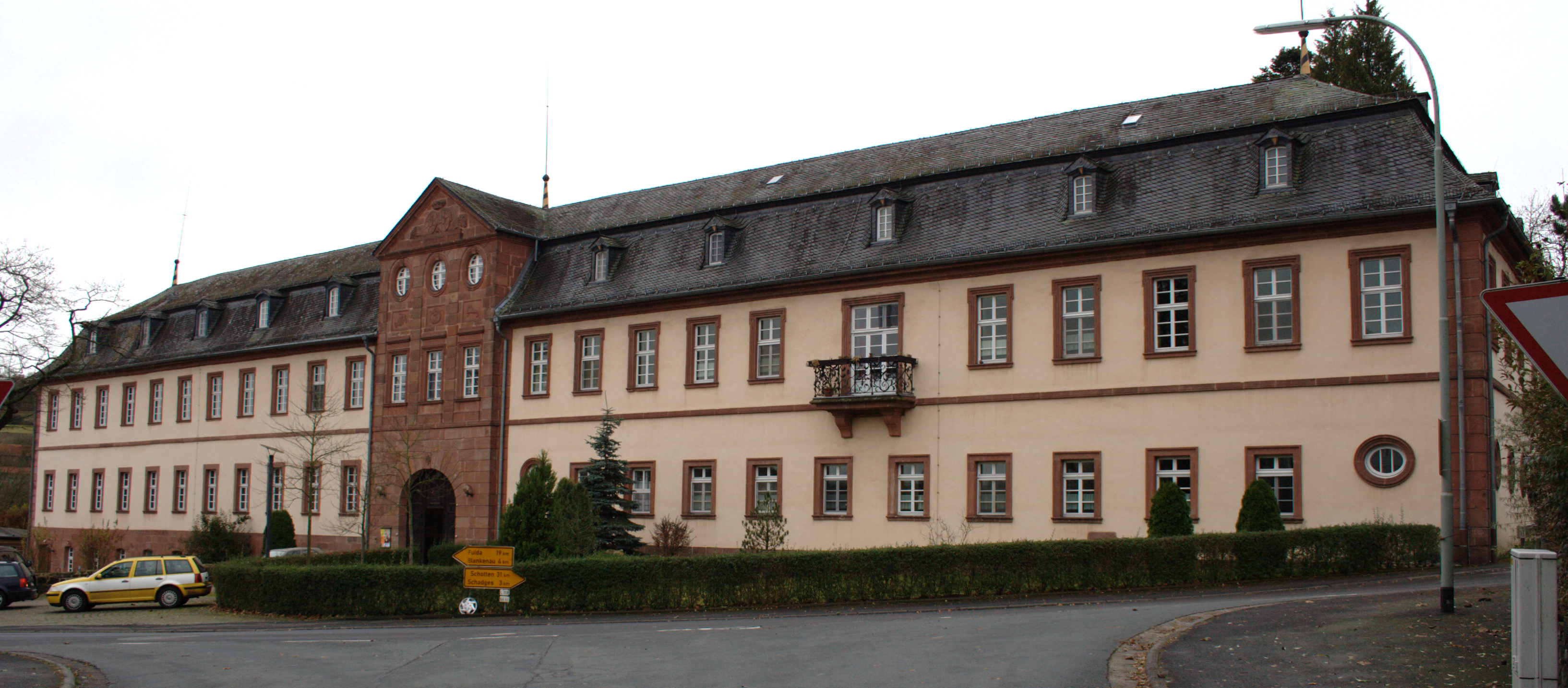
Die Frontseite des Schlosses

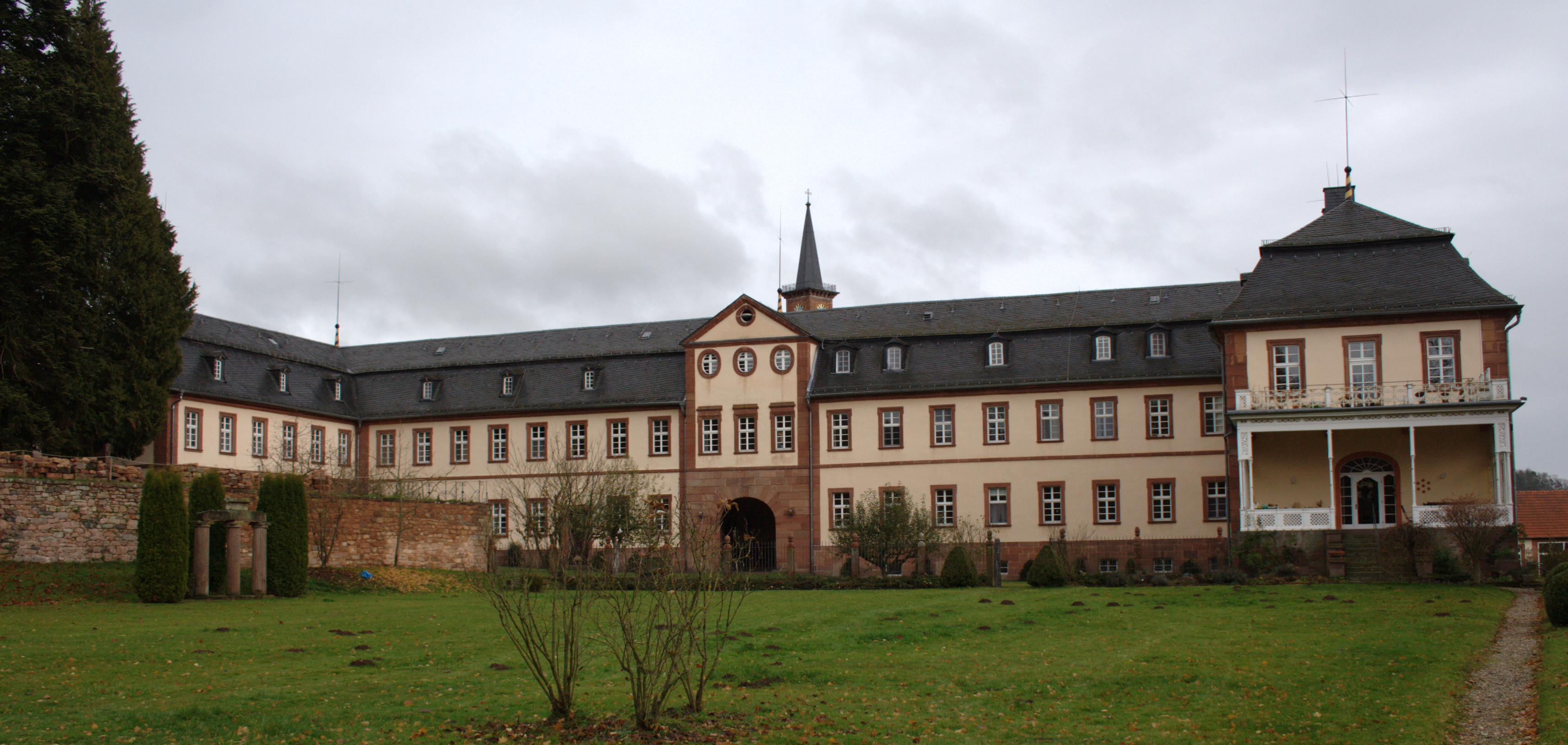
Die Ehrenhofseite des Schlosses vom Schlosspark aus.

Das Schloss Stockhausen ist ein um 1770 errichtetes neuzeitliches Schloss auf den Mauern der vorher existierenden Hermannsburg in der Ortschaft Stockhausen, heute Stadtteil von Herbstein im mittelhessischen Vogelsbergkreis. Die Schlossanlage wird heute von der anthroposophischen Gemeinschaft Altenschlirf genutzt.

## Lage
Das Schloss liegt heute am nordwestlichen Ortsrand von Stockhausen (Müser Straße 1), am linken Ufer der Altefeld.

## Geschichte

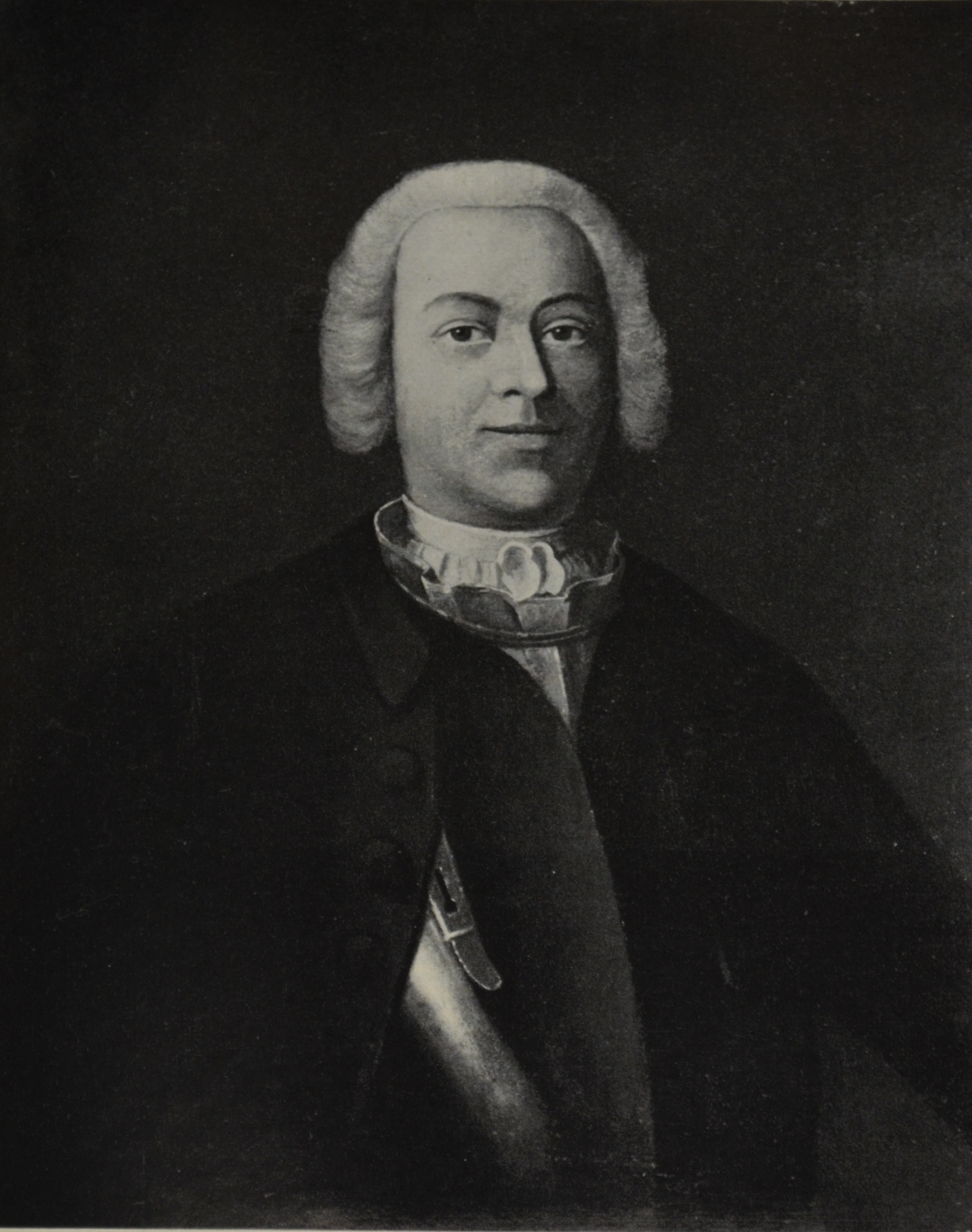
Friedrich Georg Riedesel Freiherr zu Eisenbach, Auftraggeber des Schlossneubaus

Im Jahr 1287 wurde Stockhausen unter dem Namen „Stochusen“ erstmals urkundlich genannt, als zur Gründung des Klosters Blankenau Güter und Einkünfte in Stockhausen gestiftet wurden. 1428 erfolgte die Übernahme des Gerichts Stockhausen durch die Freiherrn von Riedesel.
Von der um 1563 erbauten Vorgängerin, der Hermannsburg, vermutlich einem Herrenhaus oder Festen Haus sind nur noch Reste in Kellergewölben im neuen Schlossbau enthalten. Die renaissancezeitliche Hermannsburg wurde für den 12. Erbmarschall der Landgrafschaft Hessen, Adolph Hermann Riedesel zu Stockhausen und Hermannsburg, erbaut. Der heutige Schlossbau wurde ab 1770 von Georg Koch aus Rodach, dem Hofbaumeister der Riedesel, für Friedrich Georg Riedesel auf den Resten des alten Anwesens als eine dreiflüglige Anlage im Empire-Stil neu errichtet. Friedrich Georg erlebte die Fertigstellung nicht mehr, da er schon 1775 verstarb. Erst 1801 bis 1807 wurde das Schloss mit weiteren Umbauten endgültig fertiggestellt.
Der einer alten hessischen Adelsfamilie entstammende Albrecht Riedesel Freiherr zu Eisenbach wurde auf Schloss Stockhausen am 17. Juni 1882 als zweiter Sohn von August Riedesel Freiherr zu Eisenbach und dessen Ehefrau Anna Elisabeth Edle und Freiin von Plotho geboren und verbrachte dort seine Kindheit.
1984 baute die Gemeinschaft Altenschlirf im noch unrenovierten, grauen linken Teil des Schlosses Stockhausen (Schloss Süd), der erst 1801 erweiternd angebaut wurde, eine zweite Gemeinschaft auf. 1985 bis 1987 kaufte die Michael-Stiftung, Darmstadt das Schloss Stockhausenh. Vermutlich ist damit der heute in dem Förderverein Gemeinsam für Altenschlirf integrierte Michael-Verein gemeint. Es begannen sofort Planungen für Renovierungen und Umbauten, die ab 1986 umgesetzt wurden. Ab 1988 konnte der renovierte Schlossteil Nord bezogen werden. Die Umbauarbeiten wurden 1989 abgeschlossen.
Der heutige Nordflügel des Schlosses Stockhausen wurde 1770 erbaut. Nach dem Erwerb und der Instandsetzung durch die Software AG–Stiftung konnte dort 1987 eine weitere Wohngruppe der Gemeinschaft Altenschlirf einziehen.
2006 wurde das Schloss vom NABU Hessen als fledermausfreundliches Haus ausgezeichnet.
Weiterführende Renovierungen am Schloss waren 2014 abgeschlossen.
Im Schloss Stockhausen ist heute neben Werkstätten und Wohnräumen der Gemeinschaft Altenschlirf auch die staatlich anerkannte Fachschule für Sozialwirtschaft Siegfried-Pickert-Fachschule für Heilerziehungspflege untergebracht, in der zukünftige Betreuer praxisorientiert ausgebildet werden. Sie ist seit 1991 als „staatlich genehmigte, private Ergänzungsschule für Heilerziehungspflege“ anerkannt.

## Beschreibung

### Schloss

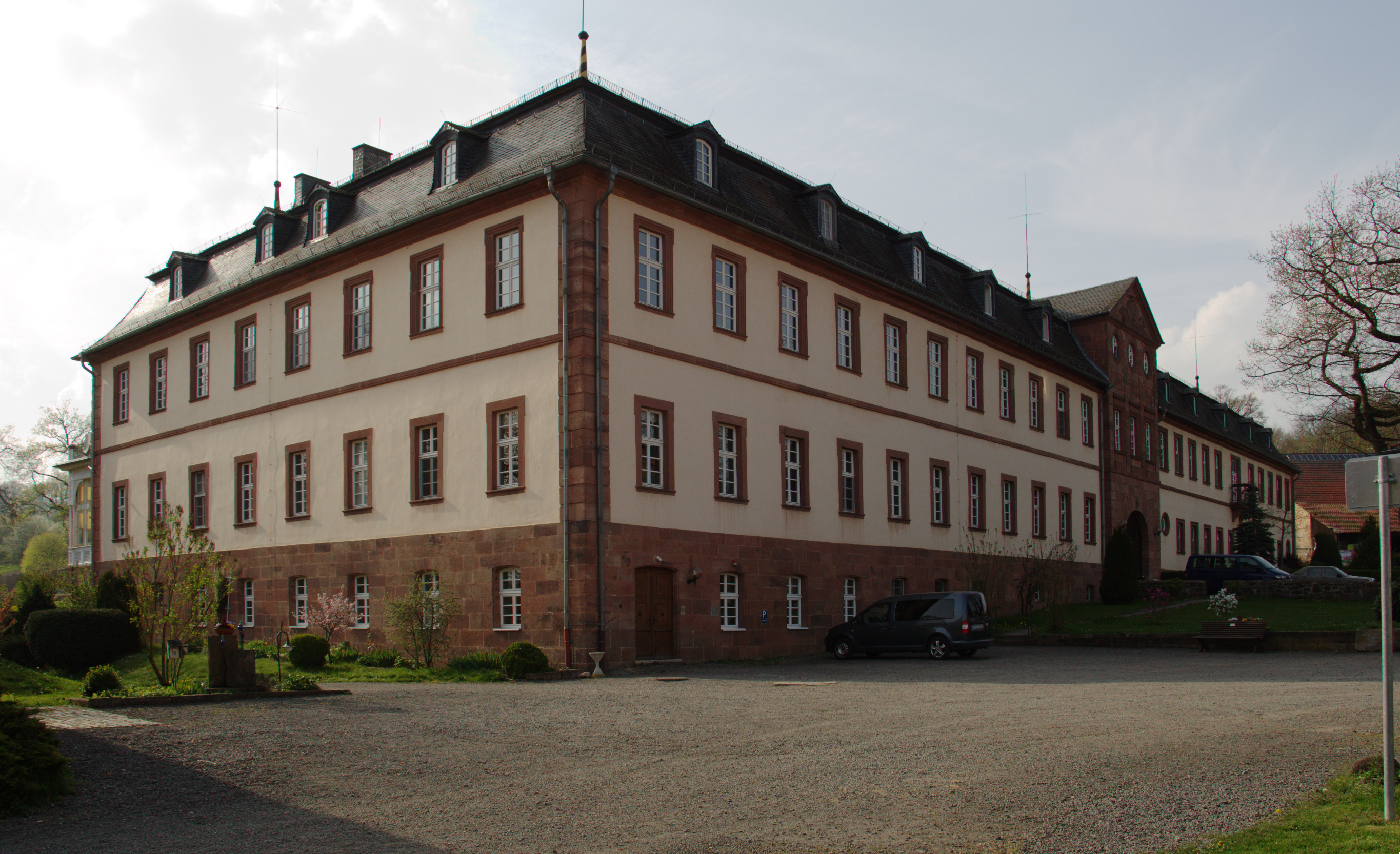
Seitenansicht von Südosten

Das Schloss, ein eher schlichter Saalbau mit Ecklisenen, besteht aus einem sehr langen, knapp 80 m messenden, zweigeschossigen, fünfundzwanzig auf drei Achsen nordnordwest-südsüdost ausgerichteten nahezu achsensymmetrischen Mitteltrakt, dem Corps de Logis, der durch einen beidseitigen dreiachsigen Mittelrisalit mit (Zwerchgiebeln) unterteilt ist. Der Mittelrisalit ist gleichzeitig als Torbau angelegt. Die dreiflügelige Anlage im Empire-Stil hat außerdem zwei nach Westen ausgerichtete, im Verhältnis zum Längsteil sehr kurze drei- auf fünfachsige Seitenflügel, die einen Ehrenhof einschließen und sich nach Westen zu einem großen Schlosspark öffnen. Alle Flügel haben Mansardwalmdächer. Ein größerer nahezu geschlossener vierseitiger Wirtschaftshof südöstlich davon aus der Erbauungszeit ergänzt die Anlage.

### Wirtschaftshof

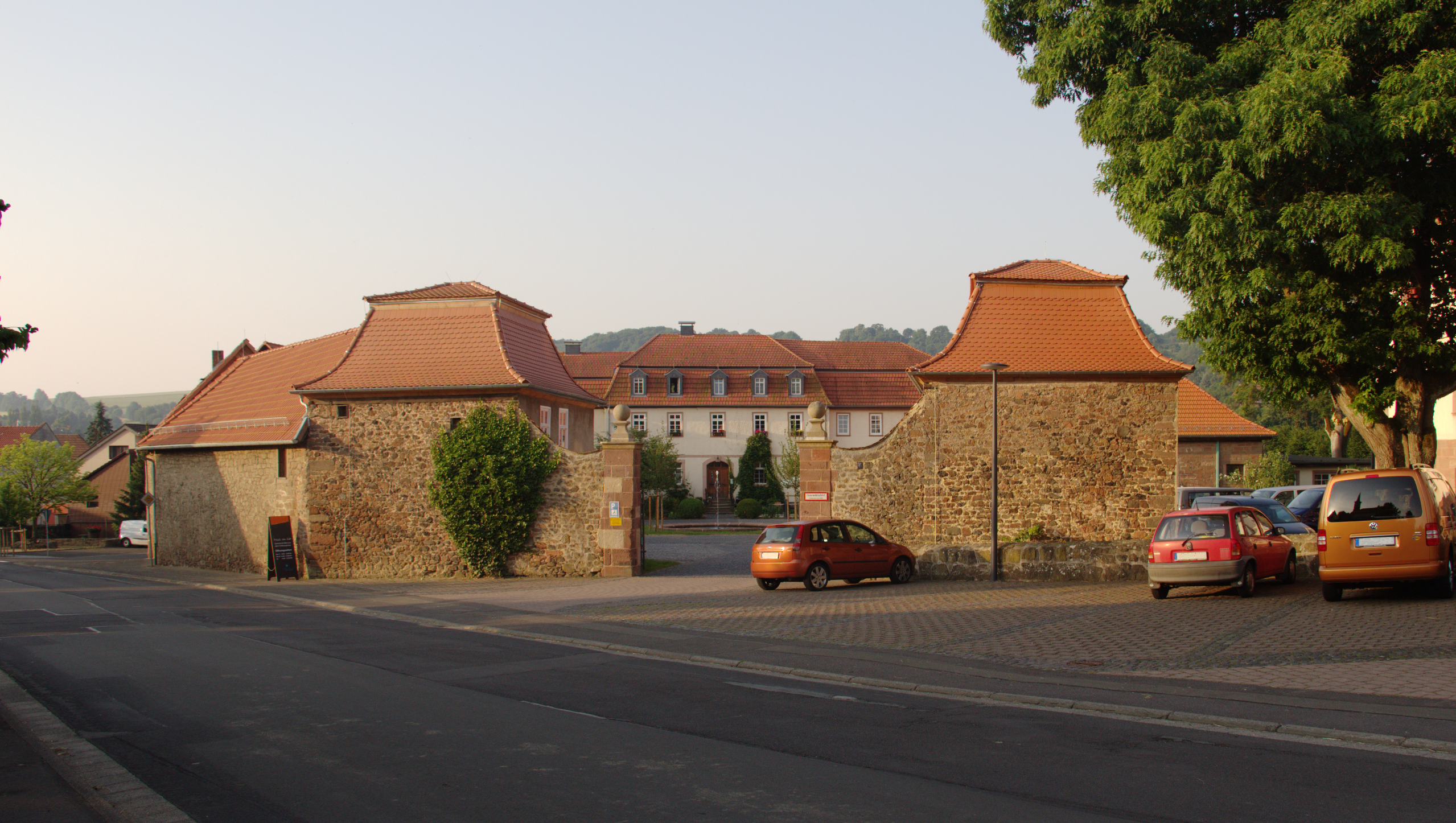
Blick auf den Hofeingang des Wirtschaftshofes mit Blick zum barocken Herrenhaus

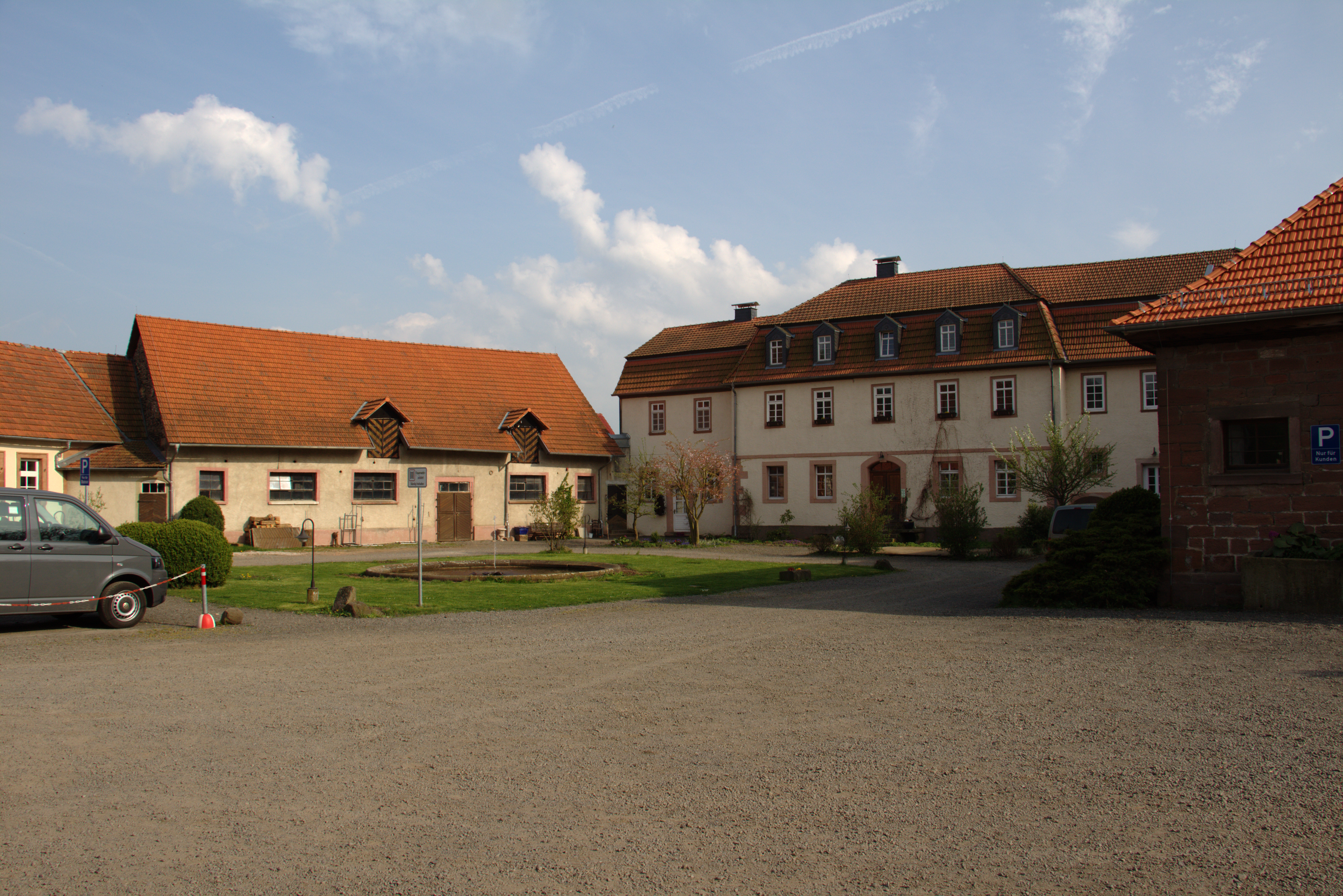
Der Wirtschaftshof mit dem dominanten Herrenhaus

Südöstlich befindet sich ein Wirtschaftshof mit einem elfachsigen barocken Herrenhaus (Gutshaus), einem fünfachsigen Mittelrisalit und einem gegenüberliegenden Torbau mit zwei quadratischen Eckhäusern (Wachpavillons) mit geschwungenem Mansardwalmdach. Sie sind von Nord nach Süd im Verbund mit weiteren Wirtschaftsgebäuden ausgerichtet und bilden im Osten in einem Bogen ein geschlossenes Areal, das nur zum Schloss nach Nordwesten hin eine offene Fläche aufweist.

### Park

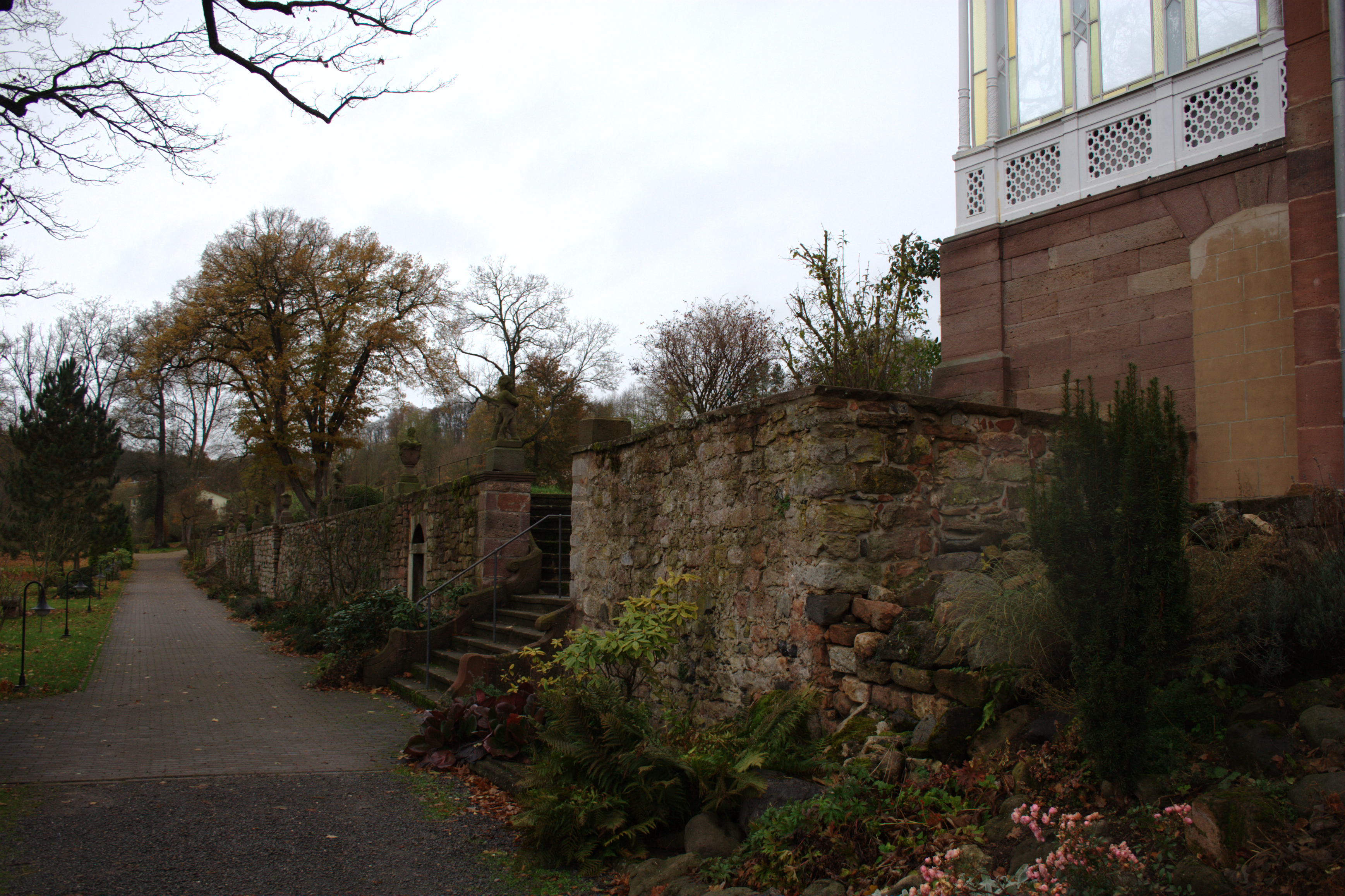
Blick in den Schlosspark mit den abgesetzten Mauern

Nach Westen öffnet sich das Schloss zu einem langen, wieder hergerichteten und ursprünglich im 18. Jahrhundert angelegten Terrassengarten, der südlich mit einer Teichanlage zum Fluss Altenfeld abgeschlossen ist. Stützmauern und Treppenanlagen gliederten den Park einst in Repräsentations- und Nutzbereiche. Westlich des Barockgartens schloss sich ein kleiner englischer Landschaftsgarten an.
Die historische Ausstattung des Gartens mit wertvollen Pflanzen aus der Erbauungszeit der Parkanlage konnte teilweise erhalten werden. Bei der Sanierung von 2012 bis 2014 über die Michael-Stiftung und mit Unterstützung der Deutschen Stiftung Denkmalschutz, Zuwendungen aus dem Denkmalschutz-Sonderprogramm des Bundes und Landesmitteln gelang es, den historischen Bestand zu sichern und störende bauliche Ergänzungen aus jüngerer Zeit zu entfernen. Die Terrassenbegrenzungen sind mit Putten und Rokoko-Vasen der zweiten Hälfte des 18. Jahrhunderts als Verzierungen angelegt. 2015 erhielt die Stiftung den vierten Platz des Hessischen Denkmalschutzpreises dafür zuerkannt.